# 芒特吉利阿德 (北卡羅萊納州)
芒特吉利阿德（英語：Mount Gilead）是一個位於美國北卡羅萊納州蒙哥馬利縣的城鎮。

## 人口
根據2020年美國人口普查的數據，芒特吉利阿德的面積為9.04平方千米，皆為陸地。當地共有人口1171人，而人口密度為每平方千米130人。